# Tiedemann Giese

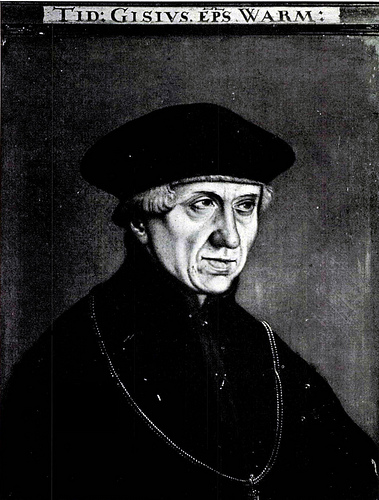
Tiedemann Giese in seinem letzten Lebensjahr als ermländischer Bischof (episcopus warmiensis) von 1549–1550

Tiedemann Bartholomäus Giese (latinisiert: Tidemannus Gisius; * 1. Juni 1480 in Danzig; † 23. Oktober 1550 in Heilsberg) war katholischer Theologe, Bischof von Kulm und Bischof von Ermland.

## Leben

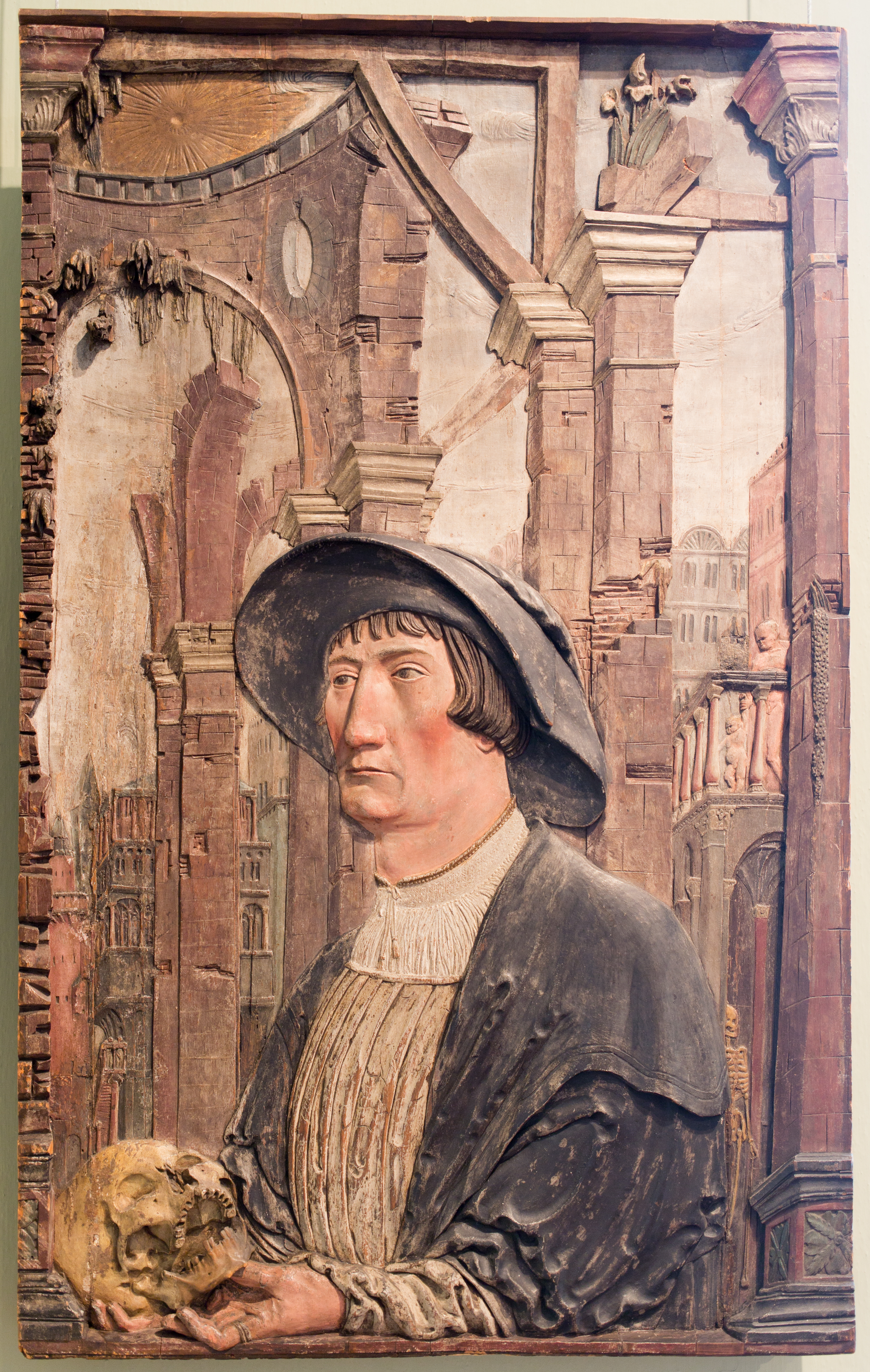
Reliefbildnis des Tiedemann Giese, um 1525/1530, Jagdschloss Grunewald

Die Person Tiedemann Gieses ist mit dem Milieu des Nikolaus Kopernikus verbunden. Man zählt ihn zu den wenigen Freunden des großen Astronomen. Sein Bruder Hermann Giese war mit der Tochter einer Cousine des Kopernikus verheiratet.
Giese stammte aus der deutschen Patrizierfamilie Giese, die seit der Generation seines aus Unna stammenden Urgroßvaters in der Hansestadt Danzig ansässig war. Sein Bruder Georg Giese leitete das familiäre Handelshaus. Bereits mit 24 Jahren wurde Giese ins Domkapitel von Danzig berufen. Zusammen mit Mauritius Ferber war er Priester an St. Peter und Paul, 1517 wurde er zum Offizial berufen. Sechs Jahre später kam Giese als Domkustos nach Frauenburg, dem Sitz des Bistums Ermland. 1538 übertrug man ihm das Amt des Bischofs von Kulm, das er bis 1549 innehatte. Während seiner Amtszeit diente ihm der Historiker Lucas David als Kanzler. 1549 avancierte Giese zum Fürstbischof von Ermland. Bischof Giese war dafür verantwortlich, dass das 1466 unter den Schutz des Königs von Polen getretene Ermland katholisch blieb, im Gegensatz zum Rest des damaligen Preußen.
Nikolaus Kopernikus vermachte Tiedemann Giese seine Schriften und hinterließ seine Bibliothek dem Domkapitel von Ermland. Ein Sohn seines Bruders Georg Giese überließ Conrad Dasypodius ein Porträt von Kopernikus aus dem Nachlass seines Onkels für die Astronomische Uhr in Straßburg, das als Vorlage für den Maler Tobias Stimmer diente, wodurch dem Straßburger Bildnis eine gewisse Authentizität zuzubilligen ist.
Der Fürstbischof Giese wurde neben seinem Verwandten und Freund Nikolaus Kopernikus im Frauenburger Dom beigesetzt.

## Werke
- Anacrisis nominis Jesus (1542)
- Antilogikon flosculorum Lutheranorum (1523)